# Henri de Gand
Pour les articles homonymes, voir Gand (homonymie).
Henri de Gand (c. 1217 dans la région de Mude, près de Gand en Belgique - 29 juin ou le 8 septembre 1293 à Tournai (Belgique) ou Paris (France) fut chanoine puis archidiacre de Tournai. Il fut un philosophe scolastique, connu comme le Doctor Solennis.

## Biographie
Il aurait appartenu à une famille italienne appelée Bonicolli, en flamand Goethals, mais la question de son nom a été très discutée[Par qui ?]. Il fait ses études à Gand puis à Cologne sous Albert le Grand. Après avoir obtenu le grade de docteur il revient à Gand et on dit[Qui ?] qu'il y est le premier à faire un cours public de philosophie et de théologie. Attiré à l'université de Paris, il prend part aux nombreuses disputes entre les ordres et les prêtres séculiers, défendant chaleureusement ces derniers. Il devient ensuite archidiacre de Tournai.

## Pensée
Contemporain de Thomas d'Aquin, il s'opposa à plusieurs des théories qui dominaient alors et injecta une forte dose de platonisme aux doctrines aristotéliciennes de son temps.
Il distinguait entre la connaissance des objets réels et l'inspiration divine par laquelle nous connaissons l'être et l'existence de Dieu. La première ne jette aucune lumière sur la deuxième. Les individus ne sont pas constitués par leur élément matériel, mais par leur existence indépendante, c'est-à-dire finalement par le fait qu'ils sont créés comme des entités séparées. Les Universaux doivent être distingués dans la mesure où ils font référence à nos esprits ou à l'esprit divin. Dans l'intelligence divine existent des modèles ou des types des genres et des espèces d'objets naturels. Sur ce sujet Henri est loin d'être clair; mais il défend Platon contre la critique aristotélicienne de son temps et fait tout son possible pour montrer que les deux conceptions sont en harmonie.
En psychologie, son idée de l'union intime de l'âme et du corps est remarquable : il considère le corps comme faisant la partie de la substance de l'âme, qui à travers cette union devient plus parfaite et plus complète.

## Œuvres
- Quodlibeta Theologica (Paris, 1518; Venise, 1608 et 1613).
- Summa theologiae (Paris, 1520; Ferrare, 1646).
- Henrici de Gandavo, Opera Omnia, Leuven: Leuven University Press, 1979 sqq.

Attribué à tort[pourquoi ?]:
- De scriptoribus ecclesiasticis ed. Suffridus Petrus (Cologne, 1580).

## Sur Henri de Gand
- Wilson G. A., (éd.), A Companion to Henry of Ghent, Leiden: Brill 2011.